# Tetramorium scabrosum
Tetramorium scabrosum är en myrart som först beskrevs av Smith 1859.  Tetramorium scabrosum ingår i släktet Tetramorium och familjen myror. Inga underarter finns listade i Catalogue of Life.